# Office du Niger Sports
Maillots
L'Office du Niger Sports est un club malien de football basé à Ségou.

## Histoire
L'Office du Niger Sports est un club malien de football basé à Ségou. Officiellement affilié à la Fédération malienne de football en 2011. En portant l’Office du Niger Sports sur les fonts baptismaux, les membres de l’Association entendent promouvoir la culture d’entreprise par le sport, créer une saine émulation entre les jeunes de l’entreprise et de la cité à travers le sport. 

## Palmarès
- Champion régional de Ségou en 2011-2012
- Vainqueur de la Coupe Adja Fanta Touré en  2011-2012

1. ↑  Seuls les principaux titres en compétitions officielles sont indiqués ici.